# Matúš Vallo
Matúš Vallo (Bratislava, 18 settembre 1977) è un politico slovacco, sindaco di Bratislava dal 7 dicembre 2018.